# Río Reb
El río Reb es un río al norte de Etiopía que desemboca en el lago Tana. El río nace en la ladera de las montañas Guna, y transcurre hacia el este a través de la woreda de Kemekem.